# Austropetalia tonyana
Austropetalia tonyana is een libellensoort uit de familie van de Austropetaliidae, onderorde echte libellen (Anisoptera).
De wetenschappelijke naam van de soort is voor het eerst geldig gepubliceerd in 1995 door Theischinger.